# Siks naturreservat
Siks naturreservat är ett naturreservat i Varbergs kommun och Falkenbergs kommun i Hallands län.
Området är naturskyddat sedan 2022 och är 1394 hektar stort. Reservatet ligger vid kusten norr om Morup och består av flacka betade strandängar och ett stort havsområde.